# 1811 en France
Chronologie de la France
- 1807
- 1808
- 1809
- 1810
- 1811
- 1812
- 1813
- 1814
- 1815

Cette page concerne l'année 1811 du calendrier grégorien.

## Événements
- 22 janvier : décret impérial ordonnant l'annexion du duché d'Oldenbourg dont le duc Georges est le beau-frère du tsar Alexandre Ier[1].
- 3 février : sénatus-consulte de mobilisation de 6 965 hommes des départements hollandais et romains des classes de 1808 à 1810[2].
- 4 février : décret supprimant tous les journaux politique de Paris, sauf quatre ; Le Moniteur universel, le Journal de l'Empire, la Gazette de France et le Journal de Paris[3].

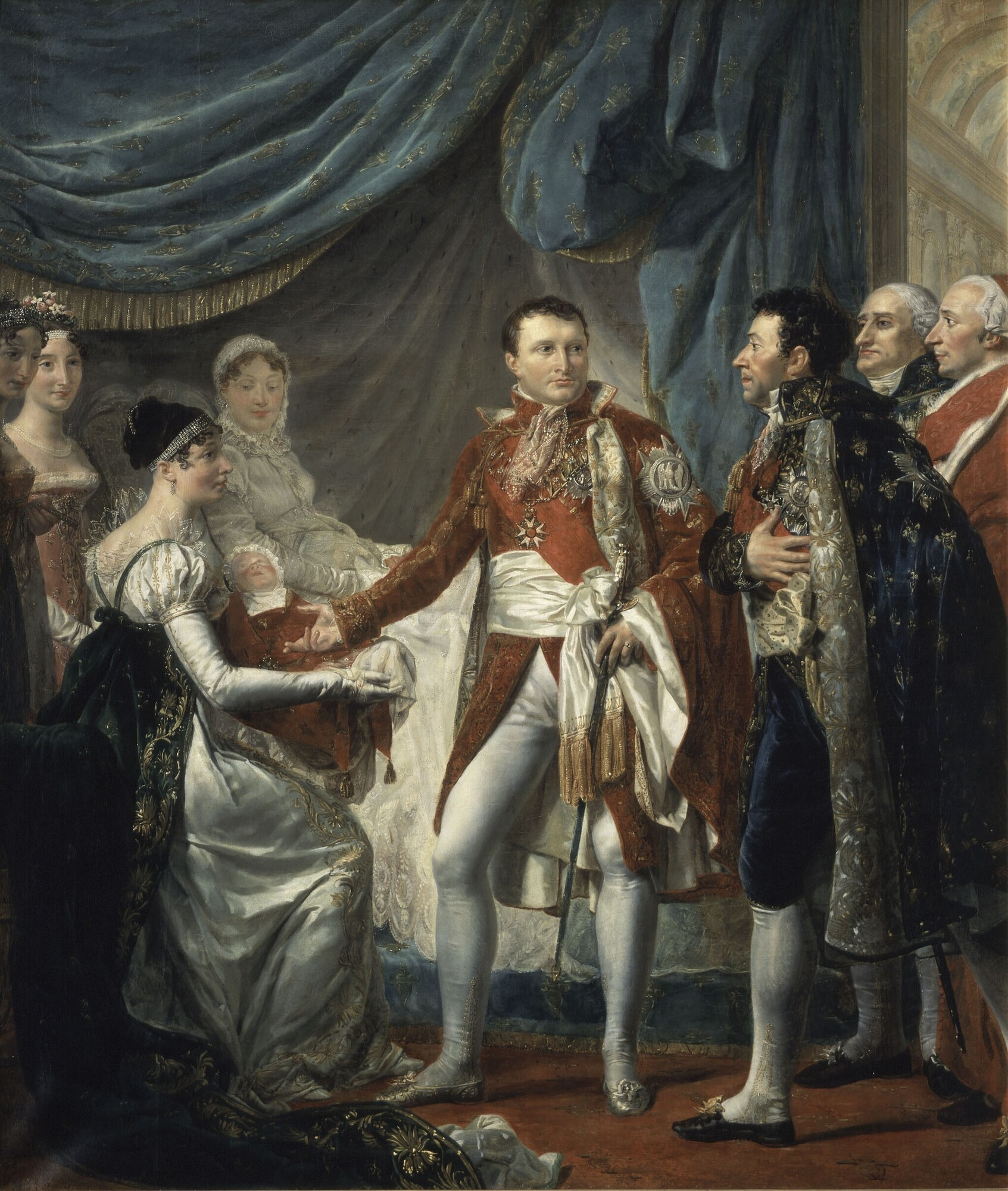
Napoléon Ier présente le roi de Rome aux dignitaires de l'Empire, 20 mars 1811. Georges Rouget

- 20 mars : naissance du fils de Marie-Louise d'Autriche et de Napoléon, proclamé roi de Rome[4].

- 17 juin : alors que le pape refuse l’institution canonique à 17 candidats à l’épiscopat présentés par l’empereur, Napoléon convoque le concile de Paris pour envisager le transfert de l’institution canonique du pape à l’archevêque métropolitain (5 août). Les prélats décident de soumettre toutes leurs décisions à l’approbation de Pie VII, en captivité à Savone depuis juillet 1809. Le 14 juillet, Napoléon menace le pape de le faire déposer canoniquement s’il poursuit sa politique[5].
- 7-8 juillet : Claude Fournier organise une émeute contre les Droits réunis, ce qui lui vaut son internement au château d'If[6].
- 28 août : création d'un Conseil des subsistances pour faire face à la crise alimentaire à Paris[3]. La récolte de 1811 est catastrophique, et dès Juin, le prix des céréales monte en flèche, aggravant les effets de la crise industrielle. Des troubles éclatent (bandes de vagabonds, pillage de convois de blé, émeutes de marché). Le gouvernement réagit par la constitution de stocks (28 août), par la distribution gratuite de soupe par les fourneaux économiques (24 mars 1812), par l’obligation de vendre les blés sur les marchés et de déclarer les stocks (4 mai 1812), par le maximum des prix fixé par les préfets (8 mai 1812)[5].

- 14 septembre : ouverture des vendanges en Bourgogne à la suite d'un été chaud. Récoltes de qualité exceptionnelle (« vin de la comète »)[7].
- 18 septembre : Création, par décret impérial, du corps des sapeurs-pompiers de Paris à la suite de l'incendie de l’ambassade d’Autriche. Le corps civil des gardes-pompes est licencié et remplacé par une formation militaire.
- 15 novembre : décret autorisant un petit séminaire par département[3].
- 16 décembre : décret impérial sur les routes de l'Empire, divisées en routes impériales et routes départementales[8].
- 20 décembre : sénatus-consulte de mobilisation de 120 000 hommes de la conscription de 1812[2].